# Michelle Alves

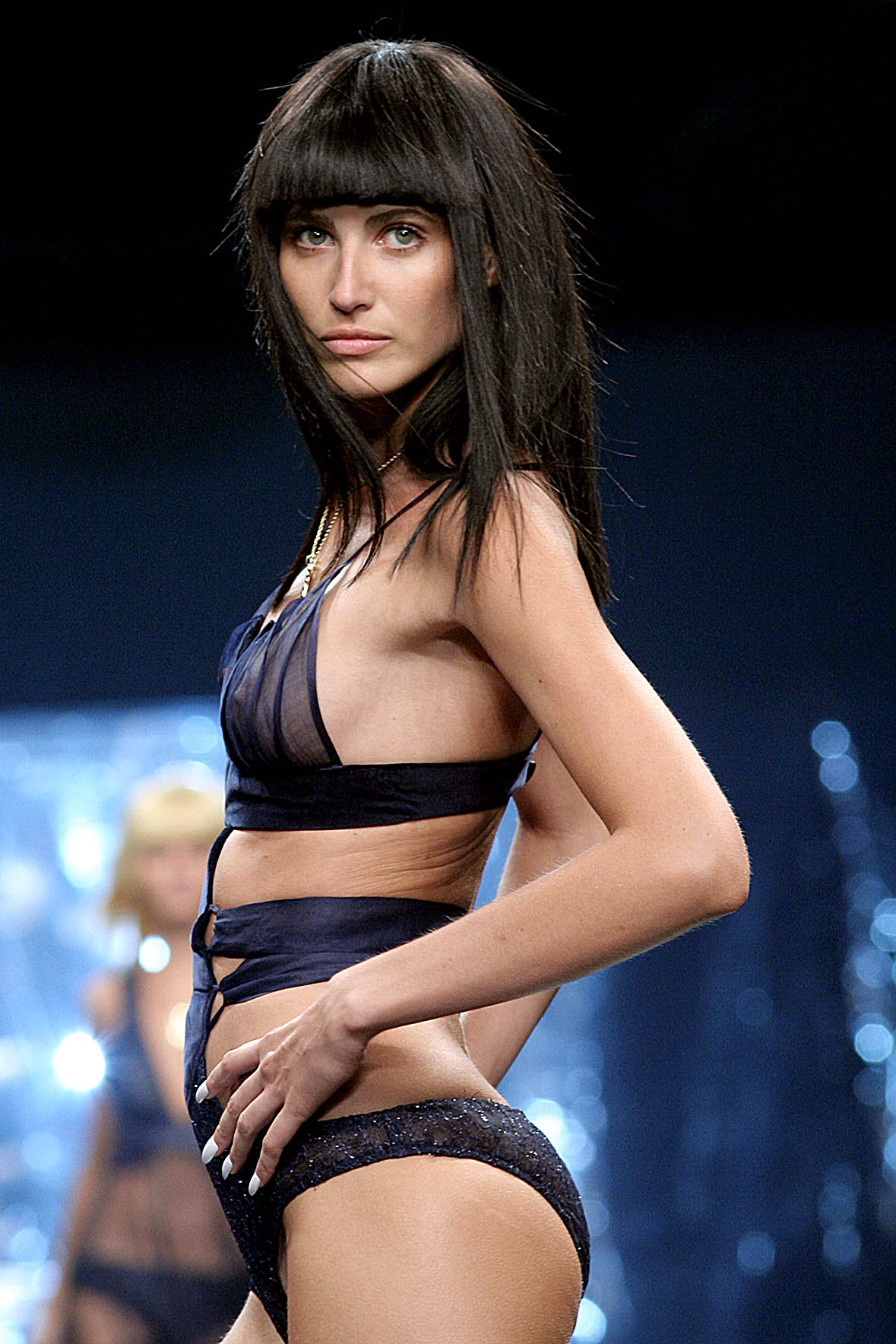
Michelle Alves, 2006

Michelle Alves (* 19. September 1978 in Londrina) ist ein brasilianisches Fotomodell.

## Leben
Als Tochter einer Rechtsanwältin und eines Ingenieurs studierte sie in Londrina zunächst Bauingenieurwesen und zog dann nach São Paulo, wo sie anstrebte, Fotomodell zu werden. Die Modeschöpfer von Valentino und Dior wurden durch Ausgaben der Zeitschrift Sports Illustrated Swimsuit Issue, in denen sie in den Jahren 2003 und 2005 abgelichtet wurde, auf die 1,79 Meter große Alves aufmerksam. Sie arbeitet auch für das Modeunternehmen Victoria’s Secret, für das sie sowohl bei den Modeschauen als auch für den 2003 erschienenen Katalog eingesetzt wurde.
In Brasilien spielte sie bei einer Telenovela mit und genießt dort sogar eine größere Bekanntheit als ihre international sehr bekannte Landsfrau Gisele Bündchen.
Sie ist seit 2006 mit Guy Oseary zusammen und heiratete ihn am 24. Oktober 2017. Sie haben vier gemeinsame Kinder.